# Rob Hall
Robert Edwin Hall, detto Rob (Christchurch, 14 gennaio 1961 – Everest, 11 maggio 1996), è stato un alpinista neozelandese. Perse la vita l'11 maggio 1996 durante la tragedia dell'Everest del 1996 assieme a un'altra guida appartenente alla società da lui fondata, la Adventure Consultants, e a due suoi clienti. Al momento della morte, Hall aveva appena completato la sua quinta ascensione alla vetta più alta del mondo.

## Biografia
Nono figlio di una famiglia cattolica operaia di Christchurch, in Nuova Zelanda, Rob Hall cominciò la sua carriera alpinistica scalando le Alpi meridionali. Dopo aver salito nel 1980 la difficile cresta nord dell'Ama Dablam, nel 1988 conobbe la guida di Auckland Gary Ball, che divenne il suo compagno di scalata e il suo migliore amico. In cerca di sponsor per finanziare la loro attività, i due decisero di scalare i Seven Summits, le sette cime più alte di ogni continente, in soli sette mesi; cominciarono con l'Everest il 10 maggio 1990 e terminarono con l'ascesa al monte Vinson, in Antartide, il 12 dicembre.

Dopo l'impresa, pensando che per mantenere visibilità e sponsor avrebbero dovuto tentare ascensioni sempre più spettacolari e rischiose, decisero di fondare una società di guide d'alta montagna, la Adventure Consultants. Fondata nel 1992, la società portò quell'anno sei clienti sulla vetta dell'Everest. Nell'ottobre del 1993 Ball morì di edema cerebrale sul Dhaulagiri I, lasciando il solo Hall a continuare l'impresa commerciale. Fino al 1996 la Adventure Consultants riuscì a portare 39 persone sulla vetta del Pianeta, aumentando la fama di Hall, che, pur facendo pagare un altissimo prezzo per i suoi servizi, si vide arrivare richieste da ogni parte del mondo.

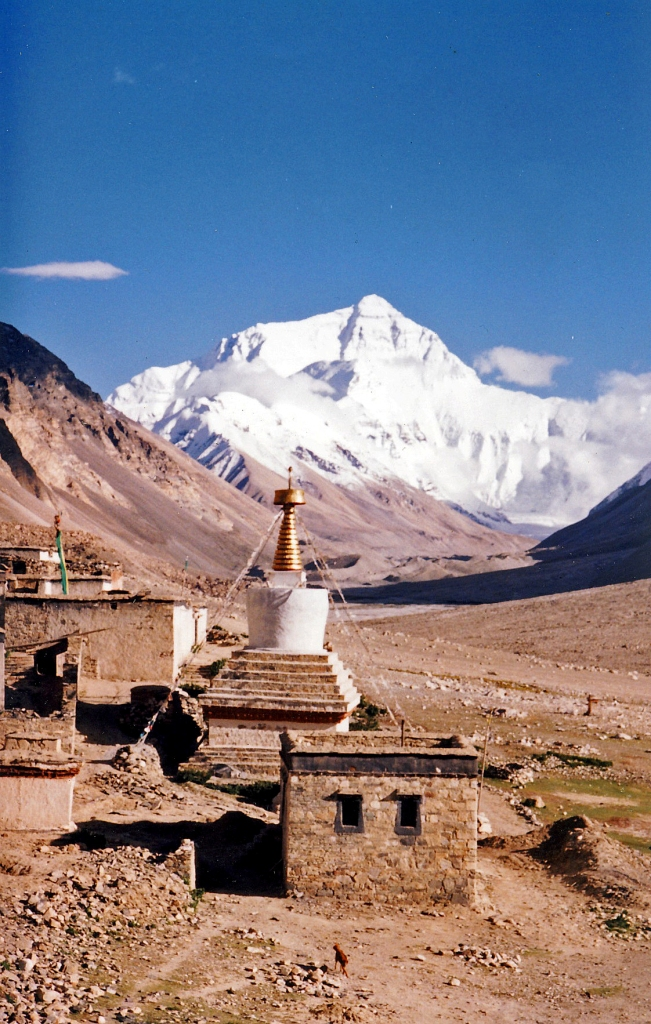
Monte Everest dal Rombok Gompa, Tibet

### La tragedia della primavera del 1996 sull'Everest
La spedizione dell'Adventure consultants del 1996 sull'Everest era composta da tre guide e otto clienti; contemporaneamente, negli stessi giorni era presente sulla montagna un'altra spedizione commerciale, facente capo alla società Mountain madness di Scott Fischer, anch'essa composta da tre guide e otto clienti. Entrambe le spedizioni contavano una decina di sherpa. Erano inoltre presenti sul posto altre spedizioni non commerciali.
Il 10 maggio 1996, nel corso dell'ascensione alla vetta dal campo IV, l'affollamento e i fraintendimenti tra gli sherpa delle due spedizioni provocarono un enorme ingorgo nei pressi del passaggio più delicato, chiamato Hillary Step; il fatto, unito alla scarsa preparazione di alcuni clienti, fece ritardare la salita a buona parte del gruppo, che fu colto da una tempesta durante la discesa. Hall rimase attardato con uno dei clienti, un quarantaseienne di nome Doug Hansen; continuò a rimanere in contatto radio fino al termine del giorno successivo. Dodici giorni dopo il suo corpo fu ritrovato da un'altra spedizione nei pressi della cima sud. Tra il 10 e l'11 maggio 1996 sulla vetta dell'Everest morirono complessivamente 9 persone.

## Trasposizione cinematografica
Nel 2015 è uscito il film Everest, diretto da Baltasar Kormákur, dove si narrano le vicende della tragedia dell'Everest del 1996.